# Kalumba
Kalumba, è una divinità della mitologia dei Baluba del Congo.

## Nel mito
Divinità della creazione il suo nome è legato anche alla nascita della morte: vi erano la vita e la morte che viaggiavano sullo stesso sentiero, Kalumba misa a protezione di quel sentiero un cane ed una capra, esse non dovevano permettere alla morte di proseguire, ma entrambi gli animali si distrassero al momento fatidico facendo passare la morte. La capra poi fermò la vita pensando che fosse la morte.